# Rizla

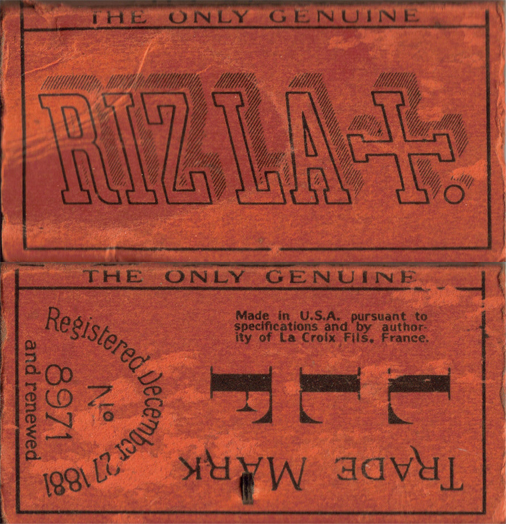
Rizla från tidigt 1900-tal.

RizLa+, mest känt som Rizla, är cigarettpapper avsett att rulla egna cigaretter med. Företaget som har anor sedan 1500-talet, ägs idag av Imperial Tobacco Group.

## Sponsring
Rizla är huvudsponsor för MotoGP-teamet Rizla Suzuki sedan 2006, med Loris Capirossi och Chris Vermeulen som förare.